# Ангольські мопанові рідколісся

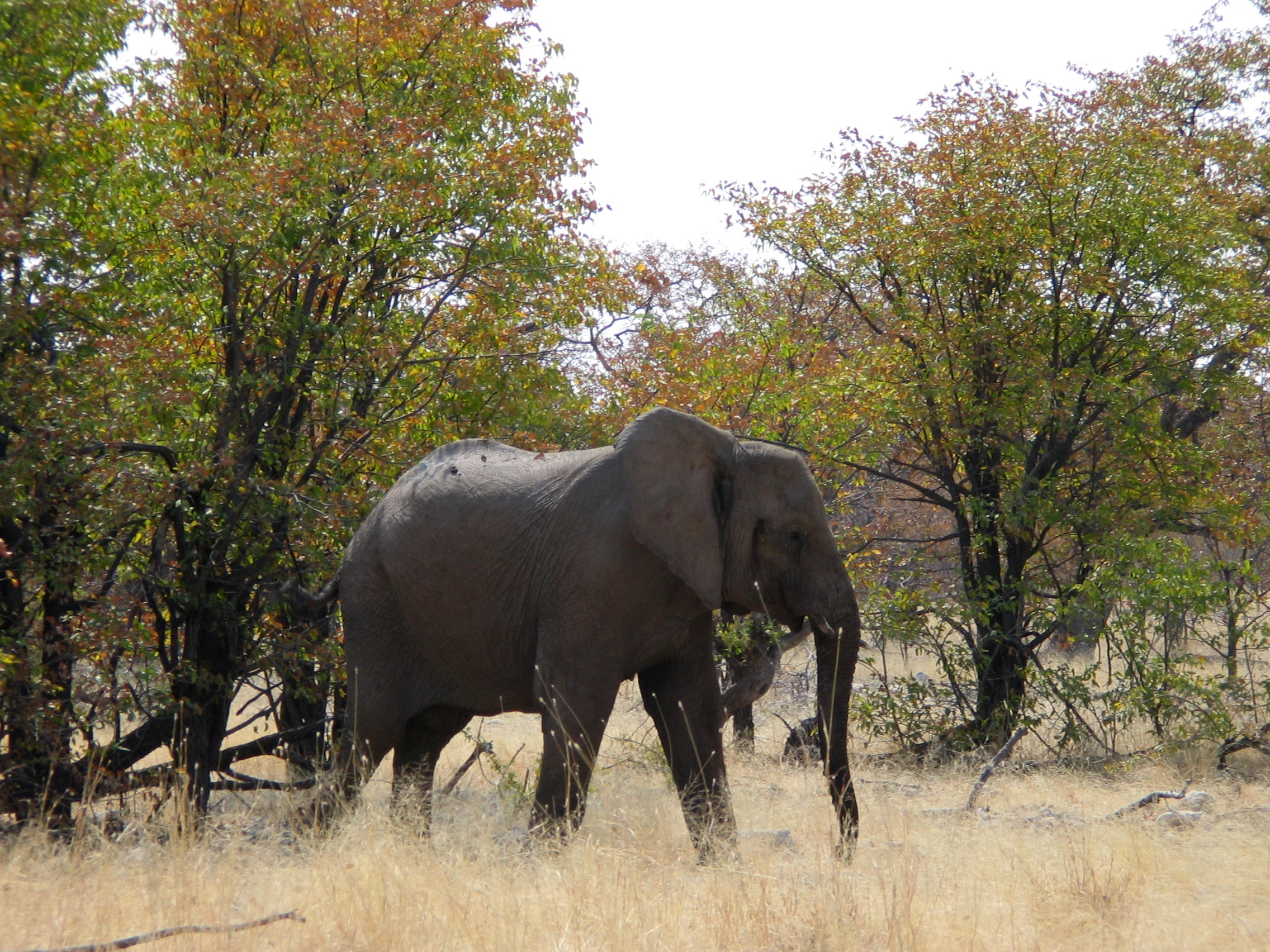
Слон в Національному парку Етоша (Намібія)

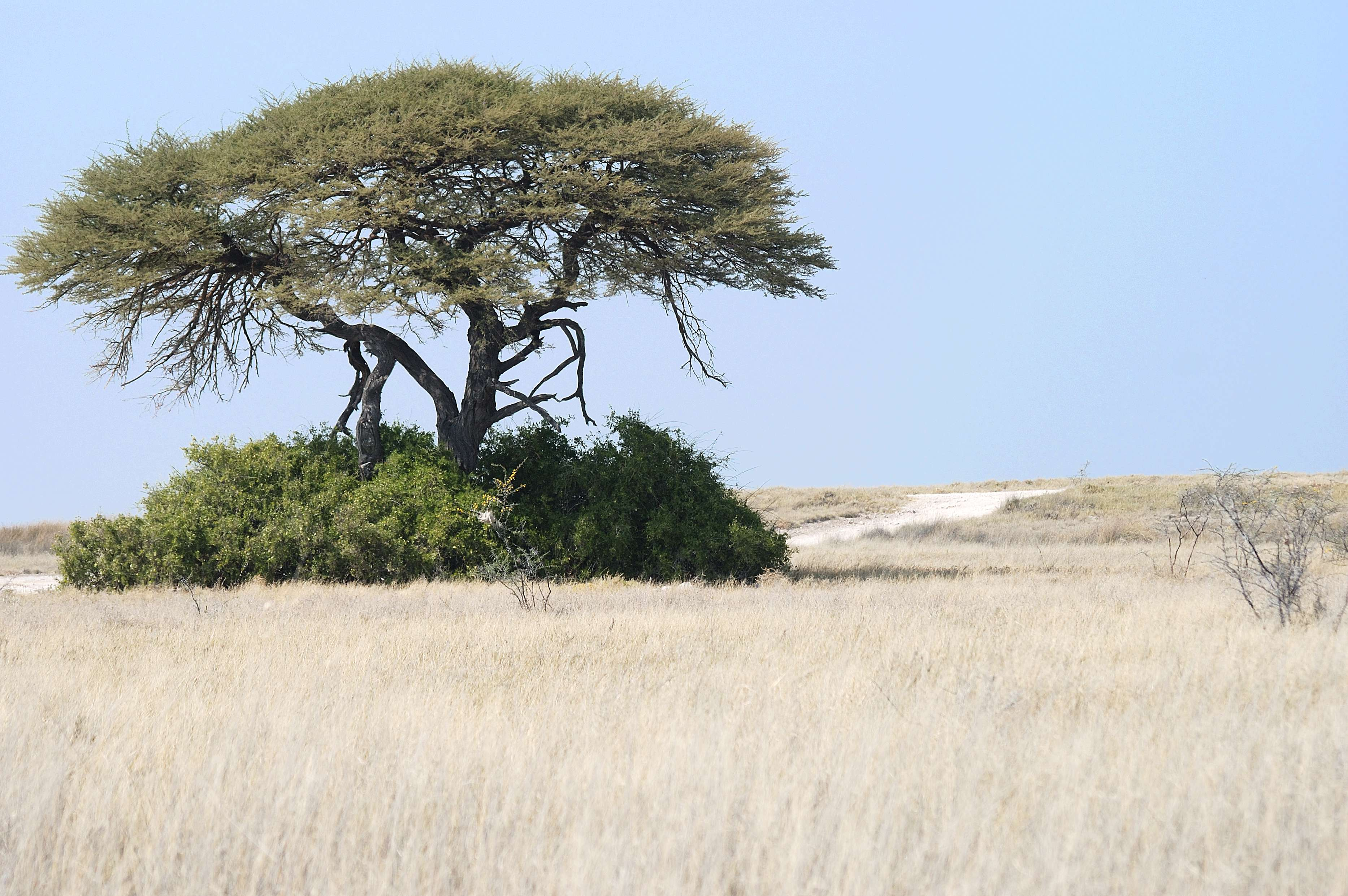
Савана в Національному парку Етоша

Ангольські мопанові рідколісся (ідентифікатор WWF: AT0702) — афротропічний екорегіон тропічних та субтропічних луків, саван і чагарників, розташований на південному заході Анголи та на північному заході Намібії.

## Географія
Екорегіон ангольських мопанових рідколісь охоплює території південно-західної Анголи та північної Намібії, приблизно між 15° та 21° південної широти. На захід від нього поширені савани та рідколісся Намібії, на північ — ангольські міомбові рідколісся, на північний схід — бейкієві рідколісся Замбезії, на південний схід — акацієво-бейкієві рідколісся Калахарі, а на південь — склерофітні савани Калахарі.
Екорегіон лежить на плосокогір'ї та має переважно рівнинний рельєф. Його середня висота становить приблизно 1000 м над рівнем моря і збільшується в напрямку на південь. На крайньому півдні регіону є плато Ватерберг висотою 1857 м. З погляду геології основою екорегіону є докембрійські породи фундаменту. Єдиною великою річкою, що перетинає екорегіон, є Кунене, яка бере початок на плато Біє в Центральній Анголі і спочатку тече на південь, після чого повертає на захід та впадає в Атлантичний океан. На півдні екорегіону лежить безстічний басейн Кувелаї-Етоша. Він включає сотні ефемерних, мілководних, паралельних каналів, відомих як ошана, якими в сезон дощів течуть водні потоки. Найбільшою водоймою в цьому басейні є озеро Опонона, в яке впадає більшість ошана. За 70 км на південь від нього розташований великий солончак Етоша-Пан, який виділяють у окремий екорегіон. У цей солончак впадають річки Екума, Ошігамбо та Омурамба-Овамбо, русла яких наповнюються водою під час сильних дощів.

## Клімат
В межах екорегіону переважає напівпустельний клімат (BSh за класифікацією кліматів Кеппена). Середні температури збільшуються в глибині континенту, подалі від холодної Бенгельської течії, яка проходить біля узбережжя Намібії. Середня максимальна температура на заході регіону становить 24 °C, а на сході — 30 °C. Середня мінімальна температура коливається від 9 до 12 °C. Дощі зазвичай ідуть з серпня по квітень, причому більшість опадів випадає в лютому, наприкінці літа. Середньорічна кількість опадів в екорегіоні коливається від 400 до 600 мм, зменшуючись із заходу на схід. Вона сильно коливається з року в рік, наприклад, у Національному парку Етоша у 1946 році вона становила 90 мм, а у 1950 році — 975 мм.

## Флора
Основними рослинними угрупованнями екорегіону є мопанові рідколісся. Основою цих рідколісь є мопанові дерева (Colophospermum mopane), які утворюють моновидові насадження з розрідженим підліском. Мопанові дерева, які вирізняються характерними метеликоподібними листками, можуть мати вигляд дерева або куща, залежно від місцевих умов. У деяких районах вони утворюють густі ліси, тоді як в інших — невисокі чагарникові зарості, серед яких подекуди виступають дерева. У добре розвинених мопанових рідколіссях трав'яний покрив зазвичай відсутній, тому пожежі не завдають таким рідколіссям великої шкоди, навіть при тому, що деревина мопане є смолистою та легкозаймистою. Однак якщо лісовий намет буде пошкоджено, наприклад, діями слонів, які можуть повалити дерево, в підліску починає рости трава, і частота пожеж значно збільшується. Пересуваючись, слони часто валять мопанові дерева, які потім виростають з кореня. Таким чином, мопанове рідколісся може перетворитися на високотравні луки, по яким розкидані назвичнайно низькі (0,3-1,6 м) багатостовбурові мопанові чагарники. Трава, що росте між такими чагарниками, може досягати такої ж висоти, що й самі мопанові кущі.
В ангольській частині екорегіону мопанові дерева зазвичай мають вигляд невисоких колючих чагарників. Серед інших рослин, що асоціюються з мопановими деревами, слід відзначити акацію Кірка (Vachellia kirkii), нільську акацію (Vachellia nilotica subsp. subalata), пухнастогілочкову акацію (Vachellia hebeclada subsp. tristis), червонувату сенегалію (Senegalia erubescens), ангольський баланіт (Balanites angolensis), гостроконечний комбретум (Combretum apiculatum), кільчастий діхантіум (Dichanthium annulatum var. papillosum), калахарійське ліхтарне дерево (Dichrostachys cinerea), волохату гревію (Grewia villosa), індигоферу Шімпера (Indigofera schimperi), польову ятрофу (Jatropha campestris), родезійську чорну акацію (Peltophorum africanum), короткоколючковий рігозум (Rhigozum brevispinosum), прутяний рігозум (Rhigozum virgatum), отруйну флюгею (Flueggea virosa), дерево тамботі (Spirostachys africana), пурпуровостручкову терміналію (Terminalia prunioides), сріблясту терміналію (Terminalia sericea), американську ксіменію (Ximenia americana), кафрську ксіменію (Ximenia caffra) та різні види комміфорових дерев (Commiphora spp.). На алювіальних ґрунтах поширені зарості акації Кірка (Vachellia kirkii)
В намібійській частині екорегіону мопанові дерева зазвичай досягають висоти 7—10 м і формують рідколісся з чагарниковим підліском. Мопанові дерева домінують в Національному парку Етоша і становлять близько 80 % усіх дерев цього парку. На більшій частині парку мопане виглядають як кущі або невеликі дерева, однак в районі Халалі на південь від парку вони формують густий, високий ліс, в якому також ростуть гостроконечні комбретуми (Combretum apiculatum), пурпуровостручкові терміналії (Terminalia prunioides) та безбороді комбретуми (Combretum imberbe). Мопанові дерева погано переносять сіль і не ростуть на солончаках Етоша-Пану.

## Фауна
Екорегіон ангольських мопанових рідколісь вирізняється високим фауністичним різноманіттям. Тут зустрічається багато великих ссавців, зокрема саванні слони (Loxodonta africana), ангольські жирафи (Giraffa angolensis), зебри Гартмана (Equus zebra hartmannae), зебри Чепмена (Equus quagga chapmani), чорні носороги (Diceros bicornis), блакитні гну (Connochaetes taurinus), гемсбоки (Oryx gazella), спрингбоки (Antidorcas marsupialis), звичайні канни (Taurotragus oryx), великі куду (Tragelaphus strepsiceros), кінські антилопи (Hippotragus equinus), звичайні стенбоки (Raphicerus campestris) та дікдіки Кірка (Madoqua kirkii). Південні білі носороги (Ceratotherium simum simum) вимерли в регіоні на початку 1900-х років, однак пізніше вони були реінтродуковані.
Серед великих хижих ссавців, поширених в регіоні, слід відзначити лева (Panthera leo), африканського леопарда (Panthera pardus pardus), південноафриканського гепарда (Acinonyx jubatus jubatus), плямисту гієну (Crocuta crocuta) та буру гієну (Parahyaena brunnea), а серед більш дрібних хижаків — південноафриканського степового кота (Felis lybica cafra), чепрачного шакала (Lupulella mesomelas), капську лисицю (Vulpes chama) та вухату лисицю (Otocyon megalotis). Серед інших поширених в екорегіоні ссавців слід відзначити земляного вовка (Proteles cristata), африканського бородавочника (Phacochoerus africanus sundevallii), африканського трубкозуба (Orycteropus afer), капського довгонога (Pedetes capensis) та південноафриканського їжатця (Hystrix africaeaustralis). Серед майже ендемічних ссавців регіону слід відзначити чорноморду імпалу (Aepyceros melampus petersi), саванника Томаса (Aethomys thomasi) та чорнувату білозубку (Crocidura nigricans). Під час посушливих зимових місяців велика кількість тварин збирається біля джерел та інших водойм регіону, а у вологі літні місяці мігрує подалі від водойм.
В межах екорегіону зустрічається близько 375 видів птахів, більше, ніж в напівпустельних регіонах на півдні та сході. Серед майже ендемічних птахів, поширених в екорегіоні, слід відзначити малого скельника (Achaetops pycnopygius), намібійську синицю (Melaniparus carpi), фіолетового слотняка (Phoeniculus damarensis), скельного токо (Lophoceros bradfieldi), ангольського токо (Tockus monteiri), західну кратеропу (Turdoides gymnogenys) та чорновуздечкову кратеропу (Turdoides melanops). Серед інших птахів, що зустрічаються в регіоні, слід відзначити південноафриканського страуса (Struthio camelus australis), капського сипа (Gyps coprotheres), сірого боривітра (Falco ardosiaceus) та блакитного журавля (Grus paradisea).
Серед ендемічних представників герпетофауни екорегіону слід відзначити трав'яну жабу мапача (Ptychadena mapacha), афрогекона Ансоржа (Bauerius ansorgii), ватерберзьку піщану ящірку (Pedioplanis rubens) та ангольського піщаного вужа (Psammophylax ocellatus). Також в екорегіоні зустрічаються південноафриканські пітони (Python natalensis).
Ангольські мопанові рідколісся займають друге місце в Намібії після регіону акацієво-бейкієвих рідколісь Калахарі за різноманіттям павуків, яких тут зустрічається понад 115 видів, зокрема 7 ендеміків. Також в екорегіоні зустрічається 22 види сольпуг та 21 вид скорпіонів. Два види сольпуг та два види скорпіонів є ендеміками регіону.

## Збереження
Оцінка 2017 року показала, що 69 258 км², або 38 % екорегіону, є заповідними територіями. Природоохоронні території включають: Національний парк Бікаурі та Національний парк Мупа в Анголі, а також Національний парк Етоша та Національний парк Ватерберг в Намібії.